# 沃羅尼夫卡 (戈羅季謝區)
49°11′8″N 31°19′8″E / 49.18556°N 31.31889°E
沃羅尼夫卡（烏克蘭語：Воронівка）是位於烏克蘭中部的村莊，由切爾卡瑟州裡茲韋尼霍羅德卡區的維利沙納市鎮負責管轄。該村面積36.2平方公里，海拔高度136米，2010年人口1,034，人口密度每平方公里28.6人。